# Фуенте-де-П'єдра
Фуенте-де-П'єдра (ісп. Fuente de Piedra) — муніципалітет в Іспанії, у складі автономної спільноти Андалусія, у провінції Малага. Населення — 2795 осіб (2010).
Муніципалітет розташований на відстані близько 380 км на південь від Мадрида, 55 км на північний захід від Малаги.

## Демографія
Динаміка населення (INE ):

## Уродженці
- Хосе Антоніо Сальгеро (*1960) — відомий у минулому іспанський футболіст, захисник.

## Галерея зображень

Розташування муніципалітету у провінції Малага
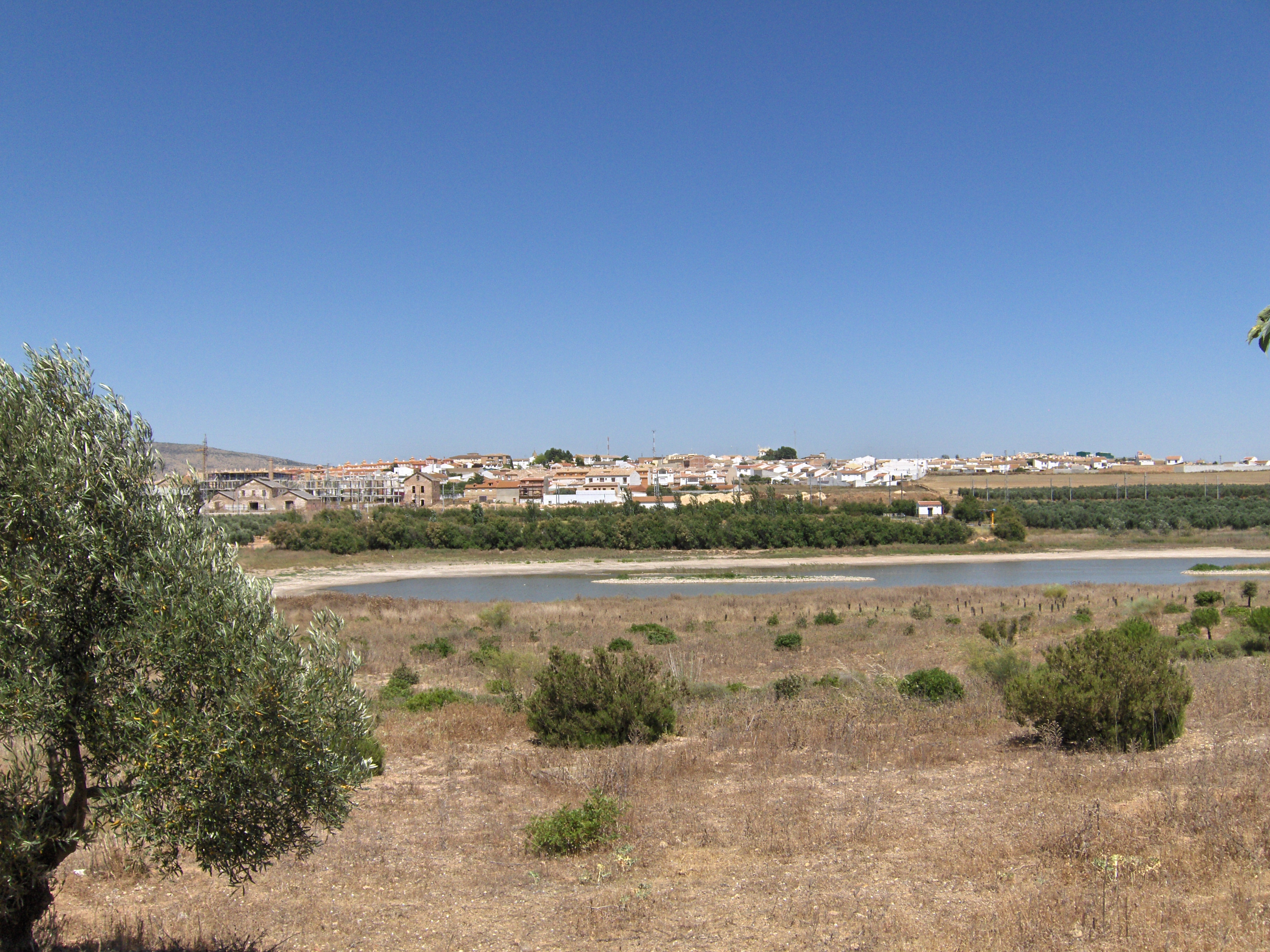
Фуенте-де-П'єдра